# Coregonus gutturosus
Coregonus gutturosus fue una especie de pez de la familia Salmonidae en el orden de los Salmoniformes.

## Distribución geográfica
Se encontraba en Europa: lago de Constanza.